# پروانه معصومی
سکینه کبودرآهنگی (۱۱ اسفند ۱۳۲۳ – ۶ آذر ۱۴۰۲) مشهور به پروانه معصومی، بازیگر اهل ایران بود. او تحصیلات خود را در دانشکدهٔ زبان‌های خارجی دانشگاه ملی ایران به پایان رساند. او نخستین بار در سال ۱۳۵۰ در فیلم بی‌تا نقش کوتاهی داشت و سال بعد در رگبار ساختهٔ بهرام بیضایی نقش اول زن را بازی کرد و تا فیلم کلاغ (۱۳۵۶) به همکاری با او ادامه داد و نخستین بازیگرِ زنِ اصلی سینمای بیضایی شد.
او سپس برای نقش‌آفرینی در گل‌های داوودی (۱۳۶۳)، جهیزیه‌ای برای رباب و شکوه زندگی (هر دو در ۱۳۶۶) برندهٔ سیمرغ بلورین بهترین بازیگر زن جشنواره فیلم فجر شد.

## آغاز زندگی
پروانه معصومی در ۱۱ اسفند ۱۳۲۳ در تهران زاده شد. او از دانشکده زبان‌های خارجی دانشگاه ملی ایران فارغ‌التحصیل شد و سپس برای مدتی برای ادامه تحصیل به آلمان رفت.

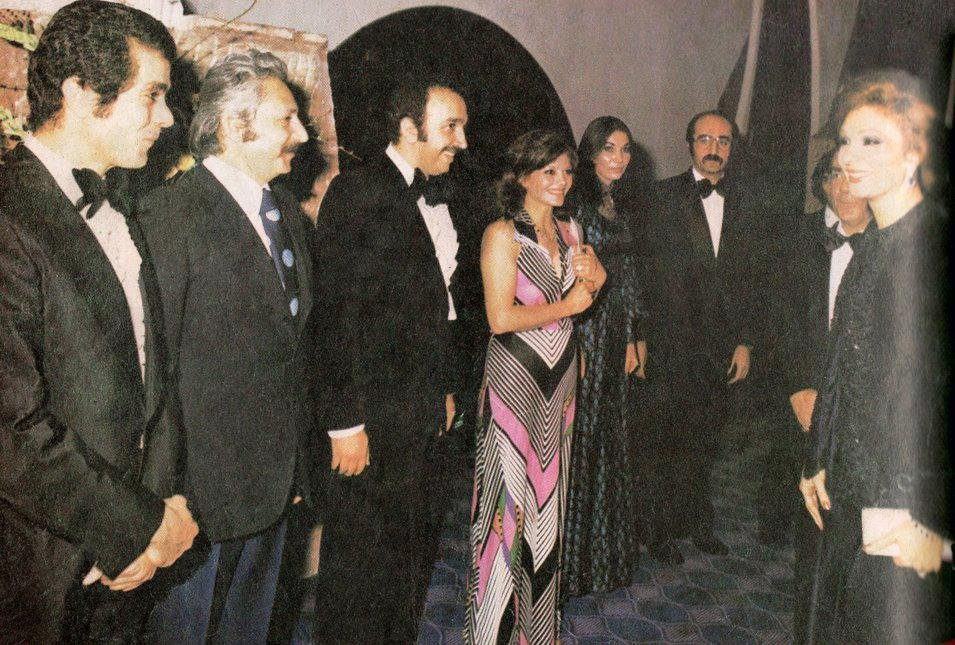
از چپ به راست: بهروز وثوقی، جمشید مشایخی، بهمن فرمان‌آرا، فخری خوروش، پروانه معصومی و کامران شیردل در دیدار با شهبانو فرح پهلوی در ۱۳۵۳

معصومی در آلمان با مسعود معصومی که آن زمان دانشجوی عکاسی بود آشنا شد و با هم ازدواج کردند. آنها پس از تحصیلات معصومی به ایران بازگشتند و معصومی از اوایل دهه ۱۳۵۰ وارد فعالیت هنری شد. اوج پرکاری وی در سینما به دهه ۶۰ برمیگردد.

## زندگی هنری
او در فیلم بی‌تا ساخته هژیر داریوش در نقش کوتاهی در کنار گوگوش بازی کرد. معصومی بعدها گفته که برای نخستین بار آن را در سال ۱۳۷۴ دیده‌است.
پروانه معصومی در گفت‌و‌گویی با خبرگزاری ایسنا ورود به آثار بهرام بیضایی را چنین شرح داد:
«شوهر من عکاس تبلیغاتی بود، آقای بیضایی عکسی از من برای تبلیغ یک کالا دیده بودند که باعث شد توسط آقای احمدرضا احمدی برای بازی در نقش عاطفه (رگبار) به من پیشنهاد شود. من در یک خانواده مذهبی به دنیا آمده‌ام و دوره‌ای وارد سینما شدم که این کار خیلی خوشایند نبود به همین جهت اصلا قصد بازیگری نداشتم. می‌دانستم بازیگر شدنم با مخالفت‌های وحشتناک خانواده‌ام مواجه خواهد شد.»
او در ۱۳۵۱ به‌عنوان زن نقش اول فیلم رگبار که نخستین فیلم بلند بهرام بیضایی بود، شناخته شد. حضور معصوی در کنار پرویز فنی‌زاده در این فیلم، یکی از متفاوت‌ترین زوج‌های سینمایی جریان موج نوی سینمای ایران را در آغاز آن دهه رقم زد. او در این فیلم نقش زنی را بازی می‌کرد که در یک مثلث عشقی نامتعارف قرار گرفت و بازی او آمیزه‌ای از شرم و حیای زن رشد کرده در مناسبات خانوادگی سنتی و زن مایل به رهایی بود. سکانس گفتگوی دو نفره معصومی و پرویز فنی‌زاده در حضور شاگردان، یکی از به یادماندنی‌ترین سکانس‌های تاریخ سینمای ایران است. بیضایی سه بار دیگر نیز پروانه معصومی را برای حضور در فیلم‌هایش برگزید: فیلم کوتاه سفر محصول کانون پرورش فکری کودکان و نوجوانان و دو فیلم بلند غریبه و مه و کلاغ که به ترتیب در سال‌های ۱۳۵۳ و ۱۳۵۶ ساخته شدند.

تصویری از معصومی

معصومی پس از انقلاب ۱۳۵۷ به فرانسه رفت. پس از بازگشت، نخستین بازی او حضور در فیلم راه دوم به کارگردانی حمید رخشانی بود. او در ادامه این دهه به بازیگر پرکاری تبدیل شد و علاوه بر همکاری با ناصر تقوایی در ناخدا خورشید، در فیلم‌های چهره‌های مهم نسلی از فیلمسازان که پس از انقلاب کار خود را آغاز کردند مقابل دوربین رفت. او سپس برای نقش‌آفرینی در گل‌های داوودی (۱۳۶۳)، جهیزیه‌ای برای رباب و شکوه زندگی (هر دو در ۱۳۶۶) برندهٔ سیمرغ بلورین بهترین بازیگر زن جشنواره فیلم فجر شد.
معصومی در دهه ۱۳۷۰ در سینما کم‌کارتر ولی در تلویزیون پرکارتر شد. دو بازی تأثیرگذار او در این دهه ناصرالدین شاه آکتور سینما به کارگردانی محسن مخملباف و مسافر ری به کارگردانی داوود میرباقری بود. این روند تا دهه ۱۳۹۰ ادامه یافت.
معصومی با آغاز دهه ۱۳۸۰ و زندگی در گیلان که از مدت‌ها پیش آغاز شده بود، همزمان با حضور کمرنگ‌تر بر پرده سینما و تلویزیون به ابراز نظرات و دیدگاه‌های بحث‌برانگیزی پرداخت.

## جنجال

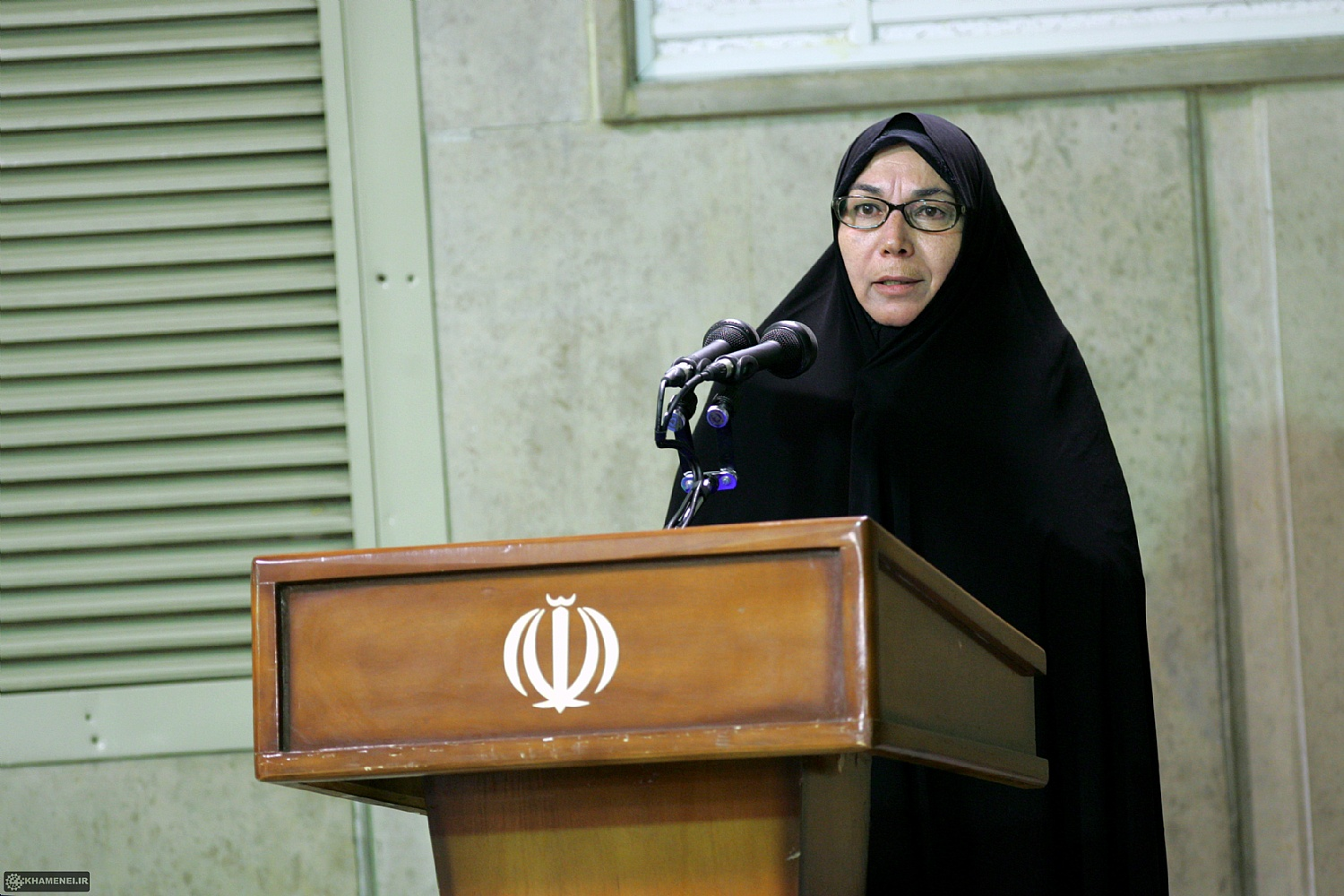
در دیدار هنرمندان با سیدعلی خامنه ای،۱۳۸۹

نگاه سیاسی و نزدیکی به حکومت و گرایش‌های مذهبی معصومی در ۲۰ سال پایانی زندگی، تا حدود زیادی کارنامه بازیگری او را زیر سایه خود قرار داد. معصومی یکی از نخستین بازیگران زنی بود که پس از انقلاب ۱۳۵۷، حجاب اجباری در ایران را پذیرفت و از آن دفاع می‌کرد. همین باعث شد درگذشت او با واکنش‌های زیادی در فضای مجازی روبرو شود که بیشتر آنها متفاوت با واکنش‌های عادی سینما دوستان در فقدان یک هنرپیشه قدیمی سینما و تلویزیون بود.
او در سال ۱۳۸۹ و پس از اعتراضات به انتخابات ۱۳۸۸ در دیدار هنرمندان صدا و سیما خامنه‌ای در‌ بیت رهبری به دفاع از دیدگاه حکومت پرداخت. او درباره پوشش چادر در این دیدار گفت که اجباری در پوشش نبوده و او چادر را با انتخاب خود پوشیده است.
یکی دیگر از سخنان جنجالی معصومی، واکنش به گفته‌های اعتراضی لیلا حاتمی به برخورد حکومت با معترضان در دی ۱۳۹۶ بود. معصومی در گفتگو با خبرآنلاین گفت که به خاطر این سخنان می‌خواستند او را در وسط خیابان کتک بزنند و واکنش خود به لیلا حاتمی را انکار کرد.
پروانه معصومی در واکنش به اعتراضات جنبش زن، زندگی، آزادی در توئیتر نوشت: «انقلاب اسلامی ما را از بند ظلم و اسارت نفس رها کرد و تا آخرین‌نفس برای حفظش می‌جنگیم. توکل میکنم به آن زنده‌ای که هرگز نمی‌میرد.»

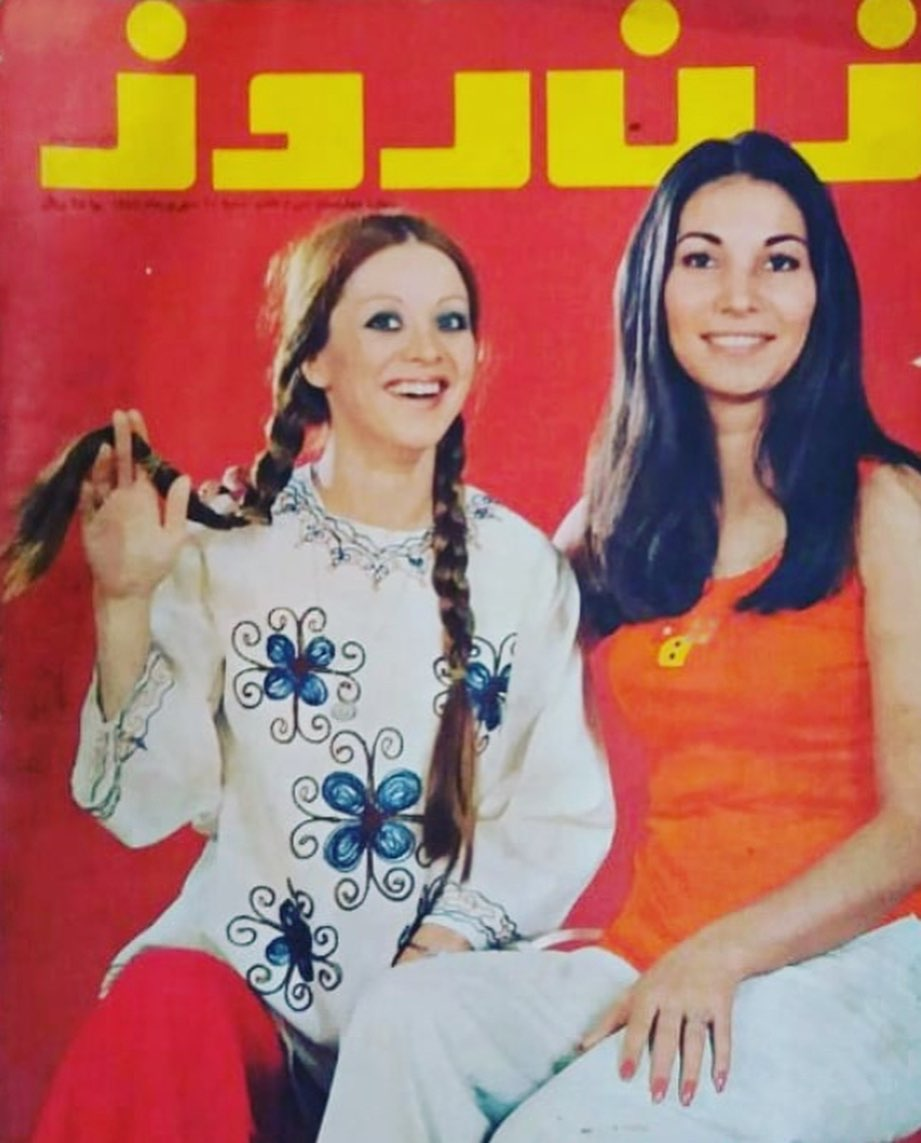
معصومی همراه فرزانه تأییدی روی جلد مجله زن روز

## درگذشت
معصومی در ۳۰ سال آخر زندگی خود در روستای طاهرگوراب از توابع صومعه سرا در گیلان زندگی می‌کرد.
او چند روز در بیمارستان بستری بود و به بخش مراقبت‌های ویژه منتقل شد و ۶ آذر ۱۴۰۲ در صومعه‌سرا درگذشت. رسانه‌های خبری نخست دلیل مرگ او را پارگی روده و عفونت ریوی اعلام کردند اما فرزندش تصریح کرد که او به آرتریت روماتوئید مبتلا بود و به دلیل ورود عفونت  به خون درگذشت. او بنا به خواست خودش در آرامگاه خانوادگی‌شان واقع در امامزاده ابوطالب، تهران دفن شد. مراسم خاکسپاری معصومی ۸ آذر ۱۴۰۲ در امامزاده ابوطالب منطقه فرحزاد برگزار شد. برای معصومی مراسمی در خانه سینما برگزار نشد و مراسم خاکسپاری‌اش نیز با عدم حضور هنرمندان همراه بود.

## گزیدهٔ آثار

### سینما

معصومی در غریبه و مه. او در کتابِ موزاییک استعاره‌ها: گفت‌وگو با بهرام بیضایی و زنان فیلم‌هایش (۱۴۰۲) از همکاری با بیضایی گفته است.

| سال  | نام فیلم                 | کارگردان          | توضیحات                                                                             |
| ---- | ------------------------ | ----------------- | ----------------------------------------------------------------------------------- |
| ۱۳۵۱ | رگبار                    | بهرام بیضایی      |                                                                                     |
| ۱۳۵۱ | بی‌تا                     | هژیر داریوش       |                                                                                     |
| ۱۳۵۲ | شهر قصه                  | منوچهر انور       |                                                                                     |
| ۱۳۵۳ | غریبه و مه               | بهرام بیضایی      |                                                                                     |
| ۱۳۵۶ | کلاغ                     | بهرام بیضایی      |                                                                                     |
| ۱۳۶۳ | آشیانه مهر               | جلال مقدم         |                                                                                     |
| ۱۳۶۳ | تاتوره                   | کیومرث پوراحمد    |                                                                                     |
| ۱۳۶۳ | راه دوم                  | حمید رخشانی       |                                                                                     |
| ۱۳۶۳ | گل‌های داوودی             | رسول صدرعاملی     |                                                                                     |
| ۱۳۶۴ | جستجو در شهر             | حجت‌الله سیفی      |                                                                                     |
| ۱۳۶۵ | ترنج                     | مجتبی راعی        |                                                                                     |
| ۱۳۶۵ | چمدان                    | جلال مقدم         |                                                                                     |
| ۱۳۶۵ | ملاقات                   | خسرو معصومی       |                                                                                     |
| ۱۳۶۵ | ناخدا خورشید             | ناصر تقوایی       |                                                                                     |
| ۱۳۶۶ | تحفه‌ها                   | ابراهیم وحیدزاده  |                                                                                     |
| ۱۳۶۶ | جهیزیه‌ای برای رباب       | سیامک شایقی       |                                                                                     |
| ۱۳۶۶ | خارج از محدوده           | رخشان بنی‌اعتماد   |                                                                                     |
| ۱۳۶۶ | شکوه زندگی               | حسن محمدزاده      |                                                                                     |
| ۱۳۶۶ | شناسایی                  | محمدرضا اعلامی    |                                                                                     |
| ۱۳۶۷ | سال‌های خاکستر            | مهدی صباغ‌زاده     |                                                                                     |
| ۱۳۶۷ | طوبی                     | خسرو ملکان        |                                                                                     |
| ۱۳۶۸ | تماس                     | خسرو ملکان        | همچنین به عنوان طراح صحنه و لباس                                                    |
| ۱۳۷۰ | ناصرالدین‌شاه آکتور سینما | محسن مخملباف      |                                                                                     |
| ۱۳۷۴ | تنگنا                    | علی درخشی         |                                                                                     |
| ۱۳۷۹ | مسافر ری                 | داوود میرباقری    | از مجموعهٔ تلویزیونی «مسافر ری»                                                      |
| ۱۳۸۲ | وعده دیدار               | جمال شورجه        | از مجموعه تلویزیونی «پرده عشق»                                                      |
| ۱۳۸۴ | سفر به هیدالو            | مجتبی راعی        | به دلیل انتشار فیلم نامناسب یکی از بازیگران این فیلم، زهرا امیرابراهیمی، اکران نشد. |
| ۱۳۸۴ | شاهزاده ایرانی           | محمد نوری‌زاد      | از مجموعه تلویزیونی چهل سرباز                                                       |
| ۱۳۹۱ | ساکن خانه چوبی           | حسینعلی لیالستانی |                                                                                     |
| ۱۳۹۲ | ترانه شرقی               | احسان صدیقی       |                                                                                     |
| ۱۳۹۷ | معکوس                    | پولاد کیمیایی     |                                                                                     |
| ۱۳۹۷ | جانان                    | کامران قدکچیان    |                                                                                     |

### تلویزیون
| سال  | عنوان                     | کارگردان                      | توضیحات                                                         |
| ---- | ------------------------- | ----------------------------- | --------------------------------------------------------------- |
| ۱۳۶۳ | کوچک جنگلی                | بهروز افخمی                   | شبکه ۱                                                          |
| ۱۳۷۰ | امام علی                  | داوود میرباقری                | شبکه ۱۲۲ قسمت                                                   |
| ۱۳۷۴ | سوخته‌دلان                 | بهروز طاهری                   | شبکه ۲                                                          |
| ۱۳۷۷ | همشاگردی‌ها                | مسعود شاه محمدیاحمد نجیب‌زاده  | شبکه ۱                                                          |
| ۱۳۷۸ | ایستگاه                   | منوچهر عسگری‌نسب               | شبکه ۲                                                          |
| ۱۳۷۹ | مسافر ری                  | داوود میرباقری                | شبکه ۱نسخه سینمایی آن با همین نام در سینما اکران شد             |
| ۱۳۸۰ | پلیس جوان                 | سیروس مقدم                    | شبکه ۳                                                          |
| ۱۳۸۱ | دریایی‌ها                  | سیروس مقدم                    | شبکه ۵                                                          |
| ۱۳۸۱ | باران عشق                 | احمد امینیفریدون حسن‌پور       | شبکه تهران                                                      |
| ۱۳۸۱ | پرده عشق                  | جمال شورجه                    | شبکه ۲نسخه سینمایی آن با نام «وعده دیدار» در سینما اکران شد     |
| ۱۳۸۲ | چهل سرباز                 | محمد نوری‌زاد                  | شبکه ۲نسخهٔ سینمایی آن با نام «شاهزاده ایرانی» در سینما اکران شد |
| ۱۳۸۴ | مسافر سحر                 | فرزین مهدی‌پور                 | شبکه ۲                                                          |
| ۱۳۸۵ | تا صبح                    | مجید جوانمردمحمدعلی باشه‌آهنگر | شبکه تهران                                                      |
| ۱۳۸۷ | نشانی                     | رامبد جوان                    | شبکه ۲پخش در ایام نوروز                                         |
| ۱۳۸۷ | مثل هیچ‌کس                 | عبدالحسن برزیده               | شبکه ۲پخش در ماه رمضان                                          |
| ۱۳۸۷ | یوسف پیامبر               | فرج‌الله سلحشور                | شبکه ۱                                                          |
| ۱۳۸۷ | تله‌فیلم سکوت خدا          | راما قویدل                    | شبکه ۱                                                          |
| ۱۳۸۸ | ماه عسل                   | شاهد احمدلو                   | شبکه ۲                                                          |
| ۱۳۸۸ | تله‌فیلم بی‌بی‌خاتون         | شهره لرستانی                  |                                                                 |
| ۱۳۸۹ | ملکوت                     | محمدرضا آهنج                  | شبکه دو پخش در ماه رمضان                                        |
| ۱۳۸۹ | تله‌فیلم پسر ایران         | شاهد احمدلو                   |                                                                 |
| ۱۳۸۹ | تله‌فیلم بوی خاک، عطر گلاب | فلورا سام                     | شبکه ۱                                                          |
| ۱۳۸۹ | تله‌فیلم برکت              | رضا ابوفاضلی                  | شبکه ۱                                                          |
| ۱۳۹۱ | راز پنهان                 | فلورا سام                     | شبکه ۱ پخش در ماه رمضان                                         |
| ۱۳۹۷ | مینو                      | امیر پور وزیری                | شبکه یک                                                         |
| ۱۳۹۸ | شرایط خاص                 | وحید امیرخانی                 | شبکه ۳                                                          |
| ۱۴۰۰ | در کنار پروانه‌ها          | داریوش یاری                   | شبکه ۲                                                          |

### فیلم کوتاه
| سال  | نام فیلم | کارگردان     | توضیحات |
| ---- | -------- | ------------ | ------- |
| ۱۳۵۱ | سفر      | بهرام بیضایی |         |
| ۱۳۹۳ | اشک مادر | -            |         |

## جوایز و افتخارات
- برنده سیمرغ بلورین بهترین بازیگر نقش اول زن برای بازی در فیلم گلهای داوودی از سومین جشنواره فیلم فجر
- برنده سیمرغ بلورین بهترین بازیگر نقش اول زن برای بازی در فیلم جهیزیه برای رباب از ششمین جشنواره فیلم فجر